# 宮崎県うなぎ稚魚の取扱いに関する条例
宮崎県うなぎ稚魚の取扱いに関する条例（みやざきけんうなぎちぎょのとりあつかいにかんするじょうれい、平成7年3月13日宮崎県条例第9号）は、宮崎県がウナギの稚魚の取扱いについて定めた条例。7章30条からなる。略称は宮崎県うなぎ稚魚取扱条例。

## 概要
同条例は、ウナギの稚魚であるシラスウナギ（全長25センチメートル以下のウナギ）の所持や集荷および仲買を、宮崎県に登録したものだけに許可をすることを規定している。登録者には、シラスウナギの所持や集荷および仲買においては承認従事者証の携帯や帳簿記入やシラスウナギ出所を明確化することを義務付けている。違反者には1年以下の懲役又は50万円以下の罰金が規定されている。
密漁や横流しに介在する暴力団関係者を排除することが狙いである。従来の宮崎県内水面漁業調整規則等では、シラスウナギの密猟者は現行犯逮捕できたが、シラスウナギが陸揚げされてしまうと、違法採捕が証明できない場合は摘発することができなかった。
1995年に宮崎県議会で条例案が可決され、3月13日の公布を経て8月1日に施行された。